# The Stranger (film fra 1918)
The Stranger er en amerikansk stumfilm fra 1918 af Arvid E. Gillstrom.

## Medvirkende
- Billy West
- Leatrice Joy - Susie
- Bud Ross
- Oliver Hardy - Oliver, the saloonkeeper
- Leo White